# Zawoda (Kałuszyn)
Zawoda – część miasta Kałuszyn w Polsce, położona w województwie mazowieckim, w powiecie mińskim, w gminie Kałuszyn. Stanowi północno-zachodnią część miasta.
Dawniej wieś w gminie Kuflew w powiecie mińskim, za II RP w województwie warszawskim. 1 września 1922 włączona do Kałuszyna.